# Liste der Ortsteile in Rheinland-Pfalz

Lage von Rheinland-Pfalz

Landeswappen

Die Liste der Ortsteile in Rheinland-Pfalz enthält die Listen der Gemeinden und Gemeindeteile im deutschen Bundesland Rheinland-Pfalz unterteilt nach den 12 Kreisfreien Städten und den 24 Landkreisen.

## Kreisfreie Städte
1. Liste der Orte in der kreisfreien Stadt Frankenthal (Pfalz)
2. Liste der Orte in der kreisfreien Stadt Kaiserslautern
3. Liste der Orte in der kreisfreien Stadt Koblenz
4. Liste der Orte in der kreisfreien Stadt Landau in der Pfalz
5. Liste der Orte in der kreisfreien Stadt Ludwigshafen am Rhein
6. Liste der Ortsbezirke in der Landeshauptstadt Mainz
7. Liste der Orte in der kreisfreien Stadt Neustadt an der Weinstraße
8. Liste der Orte in der kreisfreien Stadt Pirmasens
9. Liste der Orte in der kreisfreien Stadt Speyer
10. Liste der Orte in der kreisfreien Stadt Trier
11. Liste der Orte in der kreisfreien Stadt Worms
12. Liste der Orte in der kreisfreien Stadt Zweibrücken

## Landkreise
1. Liste der Ortsteile im Landkreis Altenkirchen (Westerwald)
2. Liste der Orte im Landkreis Ahrweiler
3. Liste der Orte im Landkreis Alzey-Worms
4. Liste der Orte im Landkreis Bad Dürkheim
5. Liste der Orte im Landkreis Bad Kreuznach
6. Liste der Orte im Landkreis Bernkastel-Wittlich
7. Liste der Orte im Landkreis Birkenfeld
8. Liste der Orte im Eifelkreis Bitburg-Prüm
9. Liste der Orte im Landkreis Cochem-Zell
10. Liste der Orte im Donnersbergkreis
11. Liste der Orte im Landkreis Germersheim
12. Liste der Orte im Landkreis Kaiserslautern
13. Liste der Orte im Landkreis Kusel
14. Liste der Orte in Landkreis Mainz-Bingen
15. Liste der Orte im Landkreis Mayen-Koblenz
16. Liste der Ortsteile im Landkreis Neuwied
17. Liste der Orte im Rhein-Hunsrück-Kreis
18. Liste der Orte im Rhein-Lahn-Kreis
19. Liste der Orte im Rhein-Pfalz-Kreis
20. Liste der Orte im Landkreis Südliche Weinstraße
21. Liste der Orte im Landkreis Südwestpfalz
22. Liste der Orte im Landkreis Trier-Saarburg
23. Liste der Orte im Landkreis Vulkaneifel
24. Liste der Ortsteile im Westerwaldkreis